# خوسيه دا كوستا كامبوس
خوسيه دا كوستا كامبوس (بالبرتغالية: José da Costa Campos‏) هو عسكري برتغالي، ولد في 9 أغسطس 1801، وتوفي في 7 يونيو 1862.